# Tomé Vera Cruz
Pour les articles homonymes, voir Vera et Cruz.
Tomé Soares da Vera Cruz, né en 1955 à Sao Tomé-et-Principe au Portugal, est un homme politique santoméen, membre du Mouvement pour les forces de changement démocratique - Parti libéral. Il est Premier ministre du 21 avril 2006 au 7 février 2008.

## Engagement politique
Tomé Vera Cruz est ministre des Ressources naturelles du 9 août 2003 au 5 mars 2004.
Il est nommé Premier ministre le 21 avril 2006, et devient dans le même temps ministre de la Communication sociale et de l'Intégration régionale. Il annonce sa démission le 7 février 2008. Patrice Trovoada lui succède le 14 février.